# Історія одного потиличника
«Історія одного потиличника» (рос. «История одного подзатыльника») — російський радянський художній фільм 1980 року режисера Володимира Бичкова.

## Сюжет
Микола Іванович, хороша людина і люблячий батько, усіма силами намагається змусити сина вивчати точні науки, заважаючи синові займатися музикою і бува, даючи волю рукам. Одного разу їх друг їх родини дядько Митя вирішує зіграти з кривдником жарт. Адже він явно не правий!..

## У ролях
- Альберт Філозов
- Павло Кормунін
- Ігор Косухін
- Євген Лівшиц
- Євген Тетерін
- Наталя Каширіна
- Марина Гаврилко
- Надія Самсонова
- В'ячеслав Гостінський
- Яків Бєлєнький
- Лідія Корольова
- Георгій Мілляр

## Творча група
- Сценарій: Іван Кіасашвілі
- Режисер: Володимир Бичков
- Оператор: Валерій Шаров
- Композитор: Анатолій Биканов